# Nueva Autopista Central
La nueva autopista central Daniel Alcides Carrión, será una vía de montaña y alta montaña, de penetración en el Perú. Partirá de la ciudad de Lima a 400 msnm y se comunicará con el departamento de Junín en el centro del país, a más de 4000 m s. n. m. El inicio de las obras se dará en 2027 y culminará en 2032 aproximadamente.
Será una autopista de 185 kilómetros con dos carriles por sentido; 94 viaductos elevados y 57 túneles (10 de más de 3 kilómetros de largo). Además, se habilitarán 54 puentes nuevos y permitirá el paso de, mínimo, 10.000 vehículos por día.

## Historia
La autopista busca conectar Lima con los valles interandinos de la Sierra Central del Perú, en tres horas, beneficiando a 10 millones de personas.
La autopista se propuso en 2012, inicialmente como una ampliación de la existente Ramiro Prialé. Los estudios preliminares del proyecto iniciaron en el año 2020 y tras evaluar 3 propuestas en su trazado, en 2023 el MTC definió el trazado correspondiente al siguiente itinerario:

## Trazado
- Km. 00: Empalme Huaycán - Autopista Ramiro Prialé (400 m s. n. m.)
- Km. 10: Cieneguilla (600 m s. n. m.)
- Km. 12: Río Lurin (650 m s. n. m.): Atraviesa el valle con el Viaducto de Lurín, de 80 metros de altura y 3 km de longitud aproximadamente.
- Km. 35: Antioquía (1500 m s. n. m.)
- Km 55: Cuenca (2000 m s. n. m.)
- Km. 57: Río Lurin (2500 m s. n. m.)
- Km. 60: Langa (2800 m s. n. m.)
- Km. 75: Santiago de Anchucaya (3300 m s. n. m.)
- Km. 100: San Juan de Tantarache (3400 m s. n. m.)
- Km. 110: Río Yuracmayo (4300 m s. n. m. - cota máxima): Atraviesa un ramal de la cordillera con un túnel de 4km
- Km. 130: Yauli (4300 m s. n. m.): Atraviesa la Cordillera Central con un túnel de 6 km (que sería el túnel vehicular más largo del Perú).
- Km. 160: Pachachaca - Empalme con   Antigua Carretera Central (3950 m s. n. m.)